# Richea
Richea je rod s 11 druhy rostlin náležící do čeledi vřesovcovité. Devět druhů je endemických na ostrově Tasmánie a další dva jsou endemické na jihovýchodě Austrálie.

## Druhy
- Richea acerosa (Lindl.) F.Muell.
- Richea alpina Menadue
- Richea continentis B.L.Burtt
- Richea dracophylla R.Br.
- Richea gunnii Hook.f.
- Richea milliganii (Hook.f.) F.Muell.
- Richea pandanifolia Hook.f. – Pandani or Giant Grass Tree
- Richea procera (F.Muell.) F.Muell.
- Richea scoparia Hook.f.
- Richea sprengelioides (R.Br.) F.Muell.

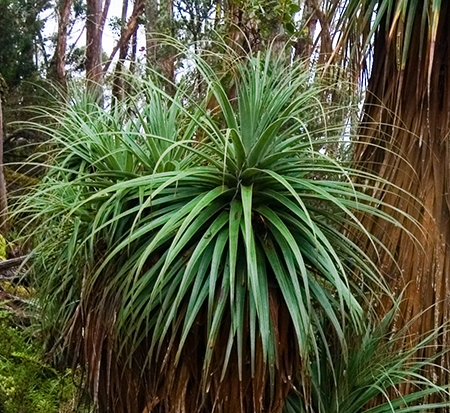
Richea pandanifolia na Tasmánii

- Richea victoriana Menadue[1]